# Jordi Mora
Jordi Mora Grisó (Barcelona, 1953) es un conocido director de orquesta catalán.

## Formación
La primera formación la realizó en el Conservatorio Superior de Música de Barcelona. En Múnich se graduó de oboista; en la Hochschüle für Musik, se licenció en musicología, filosofía e indología en la universidad de la misma ciudad. Estudió, también en Múnich, dirección orquestal y fenomenología de la música con Sergiu Celibidache. En la Universidad de Maguncia participó en clases magistrales y cursos de dirección musical. Realizó, también, otros cursos en Tréveris, Londres, Stuttgart y París.

## Dirección
Fue director de las siguientes orquestas: la Münchner Camerata, la Orquesta Sinfónica del Vallés y la Orquesta Nacional de Grecia. Además, dirigió en calidad de invitado numerosas formaciones de Europa, América y Líbano, estrenando numerosas obras, principalmente de compositores españoles y argentinos.

## Labor pedagógica
Realizó una importante labor pedagógica tanto en países europeos como americanos. En 2003 comenzó a trabajar de profesor de dirección orquestal en la Escola Superior de Música de Catalunya. Dirige también la Orquestra Simfònica Segle XXI en la cual participan músicos profesionales y estudiantes, y la Bruckner Akademie Orchester.

## Colaboración con La Fondation Résonnance
Jordi Mora es también, desde 2005, director de la fenomenología de la música en la Fondation Résonnance (Suisse), donde imparte varias veces al año y ha contribuido a la creación del libro "La Pedagogía Résonnance". En 2007, creó la CIEPR por sus siglas en francés (Centro de Estudios Internacionales de la Pedagogía Résonnance). 
En 2006, dirigió la Quinta sinfonía de Bruckner y el concierto KV 448 de  Mozart con Elizabeth Sombart como solista, como un homenaje al décimo aniversario de la muerte deSergiù Celibidache.